# Capelle aan den IJssel
Pour les articles homonymes, voir Capelle et IJssel (homonymie).
Capelle aan den IJssel (en français : Capelle-sur-l'Yssel), souvent abréviée Capelle, est un village et une commune néerlandaise, en province de Hollande-Méridionale, située sur l'Yssel hollandais. Ses habitants sont appelés les Capellois.
Au 1er janvier 2017, la commune de Capelle-sur-l'Yssel compte 66 421 habitants pour une superficie de 15,40 km2, dont 0,50 km2 d'eau.

## Géographie

### Situation
Situant sur l'Yssel hollandais, les villes proches de Capelle-sur-l'Yssel sont La Haye (à 35 kilomètres), Rotterdam (à 5 kilomètres) et Amsterdam (à 75 kilomètres). Elle est connectée au métro de Rotterdam, en étant le terminus de la ligne C du réseau.

### Hameaux et quartiers
| - Capelle-West - Fascinatio - 's-Gravenland - 's-Gravenweg | - Middelwatering - Oostgaarde - Schenkel - Schollevaar |

### Communes limitrophes
| Rotterdam |                        | Zuidplas  |
| Rotterdam | Capelle-sur-l'Yssel    | Ouderkerk |
| Rotterdam | Krimpen aan den IJssel |           |

## Politique et administration

### Collège du bourgmestre et des échevins
| Collège du bourgmestre et des échevins (2013) | Collège du bourgmestre et des échevins (2013) |
| --------------------------------------------- | --- |
| Bourgmestre                                   | Frank Koen (CDA) |

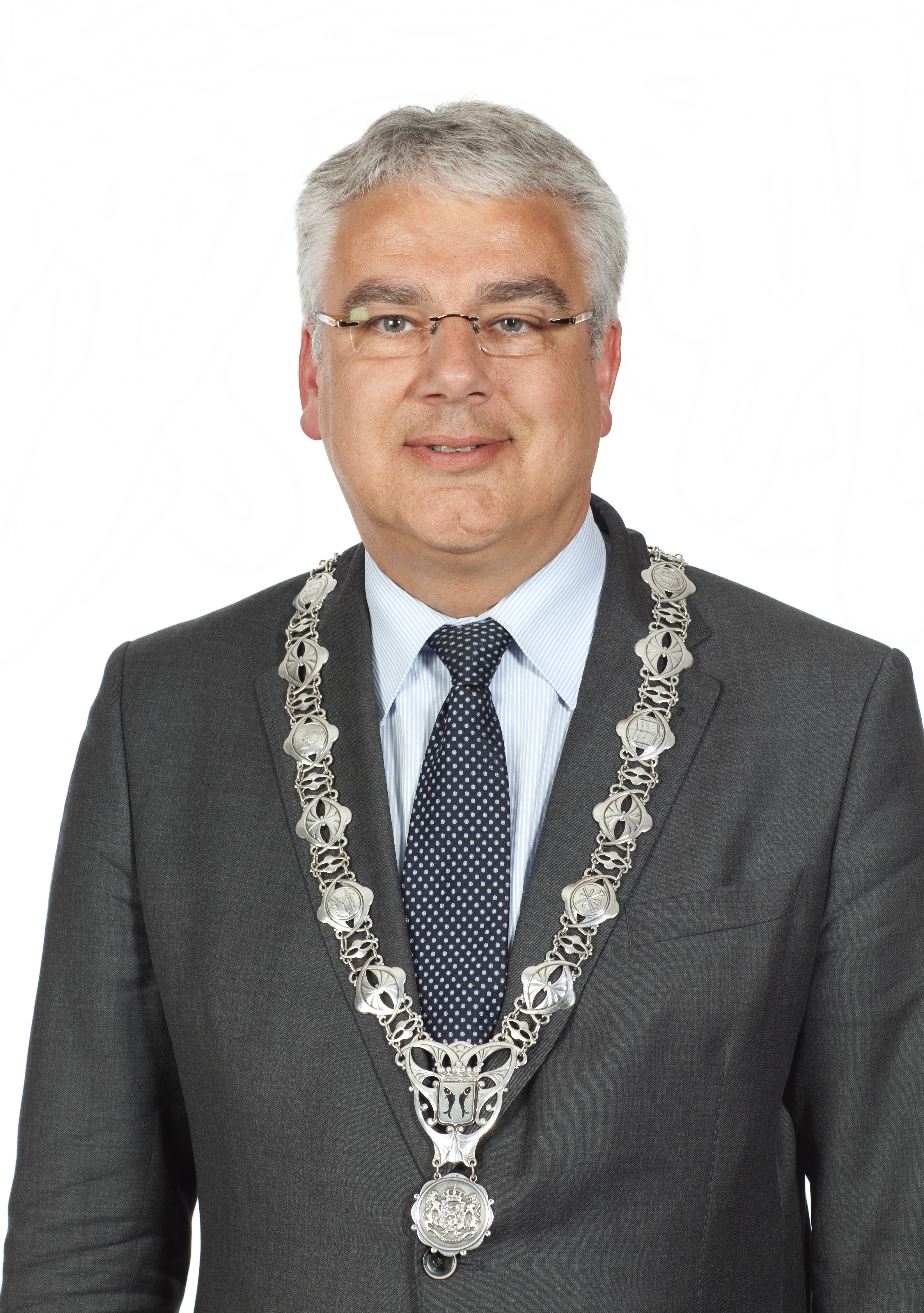
Frank Koen, ancien bourgmestre de Capelle-sur-l'Yssel.

| Échevins                                      | 1. Ans Hartnagel (Capelle vivable) 2. Dick Van Sluis (Capelle vivable) 3. Joost Eerdmans (Capelle vivable) 4. Tineke Keuzenkamp-Van Emmerik (CDA) 5. Eric Faassen (VVD) 6. Jouke Van Winden (CU) |

## Personnalités liées à la ville
- Esmée van Kampen (née en 1987), actrice néerlandaise.
- Emilie Haspels, archéologue néerlandaise
- Ronnie Flex, rappeur et chanteur néerlandais